# نهضة الأمم (لعبة)
نهضة الأمم (بالإنجليزية: Rise Of Nations)‏ لعبة حاسوب استراتيجية الوقت الحقيقي مطورة من طرف بيج هيوج جيمز تم إطلاقها من طرف مايكروسوفت في 20 مايو 2003.

## متطلبات اللعبة
- نظام التشغيل: ويندوز 98/مي/إكس بي/2000/فيستا/7/8
- بطاقة الشاشة: 32 ميغابايت
- المعالج: 500 ميغا هرتز
- الذاكرة: 128 ميغابايت

## طريقة فتح لعبة جديدة
1- لكي تلعب في مواجهة الكمبيوتر تنقر على Solo Game ثم Quick Battle ثم ستفتح لك لوحة يمكنك تحديد طريقة اللعب والتحكم بإعدادات اللعبة هل ستلعب في مواجهة كمبيوتر واحد
أو ستلعب في فريق معك كمبيوتر وضدك كمبيوتران وهكذا
ثم يمكنك التحكم بإعدادات المواجهة شكل الخريطة وإعدادات أخرى مثل نوعية المدينة التي تبدأ بها وأقصى عدد سكان مفتوح وهل الخريطة مكشوفة أم مخفية وطبعا الخريطة المخفية يتم كشفها عن طريق تحريك عناصرك أتجاه مدن الخصم
وكيفية الانتصار في المواجهة هل عن طريق السيطرة على مدن الخصم أو بناء الحضارات
نصيحة: غير الـ Victory إلى Conquest
2- لكي تلعب في مواجهة أون لاين عن طريق الهاماتشي أو شبكة محلية سواء Wirless Network أو Lan Network مع أسرتك أو أصدقائك تدخل على Multiplayer Game ثم Local Area Network Or Direct Internet
ويمكنك تغيير إعدادات المواجهة كما ذكرنا سابقاً

## طريقة اللعبة داخل المواجهة
تبدأ اللعب ولديك الموارد الطعام والخشب والذهب ثم يظهر مورد العلم والتعدين عندما تطور إلى العصر الثاني ثم النفط في العصر قبل الأخير وتكون في سباق لتمنية الموارد وبناء حاجياتك لتنميتها أو محاربة الخصم لذلك سوف نشرح كيفية تنمية الموارد وكيفية محاربة الخصم وتنمية العصور والWonders
تنمية الموارد:
على يمين الخريطة هناك ثلاث صفحات الصفحة الأولى مختصة بتنمية الموارد، سوف تبدأ ولديك Library ووجودها مهم لتطوير حضاراتك ويجب أن تعمل كل مدينة عندما تطور Civil Research كل مدينة تستوعب 5 حقول لتطوير الطعام ودار علم جديدة وبيت طعام وبيت خشب وبيت تعدين واحد وكذلك حقل نفط خاص بالمدينة واحد عند الوصول إلى العصر الاخير
كل هذه البيوت السابقة تزيد إنتاج الموارد ويتم إنتاج الخشب عن طريق بناء حقل تحطيب أمام الأشجار والمعادن عن طريق بناء حقل تعدين أمام الجبال الموجودة بالخريطة والنفط ببناء حقول نفط حسب الآبار الموجودة بالخريطة ويتم بناء هذه الأشياء عن طريق الموارد المختلفة كما ستعرف باللعبة !
محاربة الخصم:
من الإمكانيات المهمة في للشخص الذي يلعب اللعبة قدرته على بناء جيش وتطويره دائما حتى يحمي نفسه من أي هجوم للخصم أو يستطيع مهاجمة الخصم وبإمكانك فعل ذلك من خلال الصفحة الثانية يمين الخريطة يمكنك بناء أسطبل للجنود وتطويرهم وأسطبل للمدافع وتطويرها وأستطبل للعربات المسلحة وتطويرها وقلعة يمكنها الدفاع عن المدينة وإنتاج منسقي الجيش والجاسوسات وكذلك أبراج المراقبة والماكينات الآلية التي تدافع عن مناطقك من هجوم الطائرات وكذلك المطار لإنتاج الطائرات الحربية والآهم المفاعل النووي الذي يمكنك تطويره ومهاجمة الخصم به وهو يمثل أقوى ضربة باللعبة وطبعا كل ذلك يعتمد على الموارد السابقة
تنمية العصور:
تنمية العصور والأبحاث الأربعة مهم جدا وهو يعتمد على الموارد كذلك وفي حال قيامك بأي تنمية فهذا يوفر لك تطورات أكبر في الموارد وإمكانيات لتطوير جيوشك ومعداتك
الWondres :
المعالم الحضارية تستوعب كل مدينة معلم حضاري واحد والمعلم الحضاري يوفر لك تطويرات اقتصادية وسياسية مهمة جدا فمثلا قد يقلل لك أسعار أشياء معينة ومثلا تمثال الحرية يعمل على زيادة أقصى عدد متاح للسكان وهكذا

## روابط خارجية
- نهضة الأمم على موقع IMDb (الإنجليزية)